# Vườn quốc gia Núi Chúa
Vườn quốc gia Núi Chúa là một vườn quốc gia tại huyện Ninh Hải, tỉnh Ninh Thuận, Việt Nam được thành lập vào năm 2003 theo Quyết định số 134/2003/QĐ-TTg của Thủ tướng Chính phủ Cộng hòa Xã hội Chủ nghĩa Việt Nam ngày 9 tháng 7 năm 2003. Ngày 14 tháng 4 năm 2021, vườn quốc gia này đã được UNESCO công nhận là Khu dự trữ sinh quyển thế giới với diện tích là 106.600 hecta cùng với Khu dự trữ sinh quyển Kon Hà Nừng. Với cả rừng, bán sa mạc, và biển với đặc điểm là vùng khô hạn độc đáo và hiếm có đặc trưng của Việt Nam và Đông Nam Á.

## Vị trí địa lý
Vườn quốc gia Núi Chúa thuộc huyện Ninh Hải, tỉnh Ninh Thuận, giáp với tỉnh Khánh Hòa. Ở vị trí cực đông của Nam Trung Bộ, nơi tiếp giáp giữa vùng Đông Nam Bộ và Nam Trung Bộ, có toạ độ từ 11°35'25" đến 11°48'38" vĩ bắc và 109°4'5" đến 109°14'15" kinh đông, giới hạn phía bắc là ranh giới giáp tỉnh Khánh Hòa. Nếu dựa trên địa hình tự nhiên cả quần thể vùng núi thì ranh giới phía bắc phải đến 11°52'27" tại Mũi Xốp thuộc Hòn Một ngay cửa vịnh Cam Ranh, như vậy chiều bắc nam sẽ là khoảng 33 km và tổng chiều dài đường bờ biển sẽ đến 57 km.
Khu vực Núi Chúa có ba mặt giáp biển. Ngay phía bắc là phần dưới của vịnh Cam Ranh thuộc xã Cam Lập thành phố Cam Ranh tỉnh Khánh Hòa, Phía đông và nam là Biển Đông với các xã Vĩnh Hải và Nhơn Hải thuộc huyện Ninh Hải. Phía nam là đầm Nại, phía tây giới hạn bằng chính Quốc lộ 1
Vườn Quốc Gia Núi Chúa nằm trong miền Trường Sơn Nam thuộc địa đới Kontum, có tuổi địa chất cách đây hàng triệu năm, được cấu tạo chủ yếu trên nền địa chất vững chắc của khối magma xâm nhập và phún xuất xen kẽ nhau với ba loại đá mẹ đặc trưng là: Andelit, đá Liparit (Riolit) và Granite chiếm chủ yếu ở khu vực này. Ở ven rìa khối núi là trầm tích đệ Tứ nguồn gốc biển và đầm lầy biển. Trên cơ sở nền đá mẹ này, quá trình phong hoá hình thành đất có các loại đất chính như sau:
- Đất bạc màu trên đá Magma acid và cát: Có hầu hết ở các vùng đồi, núi thấp, phân bố ở độ cao dưới 700m. Loại đất này được hình thành trên sản phẩm của đá mẹ magma acid và cát nên đất có thành phần cơ giới nhẹ, tầng đất mỏng, có nhiều kết von và đá ong trong đất cũng như trên mặt, có độ chua cao, dễ thoát nước và nghèo chất dinh dưỡng. Trong quá trình phong hoá bào mòn thì đây chính là loại đất dễ xói mòn và rửa trôi nhất trong khu vực và là một trong những nguồn cung cấp sản phẩm cát tích tụ ở chân đồi núi.
- Đất xám nâu vàng bán khô hạn: Có phân bố ở vùng bán sơn địa, cũng được hình thành trên đá mẹ magma acid và phù sa cổ thuộc vùng khí hậu khô hạn. Đất có màu xám đen đến nâu xám, có thành phần cơ giới nhẹ, tầng đất mặt có nhiều sỏi sạn và đá lộ đầu (tỉ lệ đá lộ đầu có nơi tới 50-60%), hàm lượng dinh dưỡng thấp, chua, khô. Nhóm đất này phân bố chiếm gần hết diện tích của khu núi chúa, có thành phần cơ giới nhẹ, đất khô, lẫn nhiều đá.
- Đất vàng đỏ trên đá mẹ magma acid: Phân bố ở nhiều độ cao khác nhau, nhưng thường tập trung nhiều ở vùng núi cao > 700 m có độ chia cắt và độ dốc lớn, tầng đất khá dày, có thành phần cơ giới nhẹ, chua, nghèo mùn và chất dinh dưỡng và khả năng giữ nước kém.
- Đất xói mòn trơ sỏi đá (E): Phân bố ở các vùng sườn, dông, đỉnh vùng đồi, núi có độ dốc lớn, đất bị bào mòn, rửa trôi mạnh, tầng đất mỏng < 50 cm, tỉ lệ đá lẫn và lộ đầu khá cao (từ 50-70%), nghèo chất dinh dưỡng, chua và khô, thảm thực vật rừng nghèo nàn (chủ yếu là cỏ và cây bụi,...). Phân bố rìa đông bắc.
- Đất cát: phần ven biển phía đông nam và đông còn có đất cát điển hình vùng ven biển, phân bố dọc bờ biển, kéo dài từ phía bắc xuống phía nam, trừ những đoạn có núi ăn lan ra biển, tạo thành những bãi cát có diện tích khá lớn.
- Đất phù sa: Phân bố hẹp, chỉ có ở một số suối lớn, địa hình bằng phẳng như ở suối Đông Nha ở phía tây nam và ở Vĩnh Hy, xã Vĩnh Hải. Đất không được bồi tụ, phẫu diện đất chưa phân hoá thành các tầng đất rõ rệt.
- Đất mặn đầm lầy: Phân bố khu vực quanh đầm Nại, xung quanh núi Quýt xã Tri Hải.

## Địa hình, địa mạo

hồ Đá Vách

Trên phạm vi khu vực nhỏ, về mặt địa mạo thì khu vực VQG Núi Chúa thuộc dãy núi khối tảng vòm Núi Chúa, kéo dài theo hướng bắc đông bắc-nam đông nam, giới hạn về phía nam là đứt gãy Krongpha - Phan Rang, phái tây bởi đứt gãy Cam Ranh - Phan Rang. Khối núi này là kết quả của hoạt động kiến tạo nâng tạo núi nhiều lần thời kỳ Miocene và Pliocene. Hoạt động nâng tạo vòm và san bằng ở các thời kỳ khác nhau đã tạo nên các bậc địa hình gần giống như bậc địa hình ngày nay. Với các bề mặt san bằng Miocene giữa ở độ cao khoảng 850-1040m, Miocene muộn 700 - 850m, Pliocene sớm 500 - 650m, Pliocene giữa 300 - 350m và Pliocene muộn 150 - 200m. Các bề mặt này phát triển bao quanh bề mặt Miocene giữa gần như ở trung tâm, thấp và trẻ dần theo các hướng.
Khối núi này, sau pha nâng đầu Miocene muộn, vẫn tồn tại như một đồng bằng đồi cao khoảng 170 - 200m, cho tới Pliocene giữa, khối núi đã đạt độ cao 600-650m, và các pha nâng sau đó đã đưa độ cao thêm 300-400m nữa. Kèm theo các hoạt động nâng thì khối núi cũng bị bóc mòn mạnh và lộ ra các khối đá xâm nhập như khối đá xâm nhập thuộc phức hệ Cà Ná. Cho tới nay các quá trình xâm thực, đổ lở và bóc mòn vẫn còn đang phát triển mạnh.
Ở phạm vi rộng hơn, cho cả vùng Phan Rang liền kề thì Phan Rang thuộc kiến trúc hình thái kiểu đồng bằng tích tụ rìa vòng tân kiến tạo.. Đồng bằng được hình thành từ kết quả của sụt lún kèm theo bóc mòn, là nơi giao nhau của các hệ thống đứt gãy Cam Ranh-Phan Rang, Krongpha-Phan Rang, địa hình bị hạ thấp và bóc mòn nhiều. Giới hạn phía bắc chính là khối Núi Chúa. Xem xét tổng thể thì khu vực Phan Rang bị giới hạn xung quanh bởi các khối núi tảng cao hơn hình thành một dạng bồn trũng khép kín chỉ hở ra mặt phía Đông là biển. Từ các hoạt động tân kiến tạo hình thành địa hình ngày nay ở các khu vực lân cận VQGNC và tại ngay khu vực Núi Chúa, về mặt địa hình, VQGNC có các đặc điểm sau đây:
- Khu vực Núi Chúa là một khối núi khá liền lạc, nhìn từ ảnh vệ tinh thì Núi Chúa có hình dạng như một con rùa có đầu quay về phía Nam, đuôi là phần nhô ra của mũi Xốp thò vào vịnh cam Ranh như đang từ biển bò lên đất liền. Khối núi này có nhiều đỉnh ở các độ cao khác nhau, mà đỉnh cao nhất là đỉnh núi Cô Tuy có dộ cao 1.039m.
- Địa hình thấp dần từ trung tâm ra, phần phía bắc và tây có độ dốc lớn hơn phía nam và phía đông. Phía tây và tây nam địa hình bị chia cắt do có các khối núi nhỏ tạo thành các thung lũng sườn núi theo hướng đông bắc-tây nam; còn phía bắc, đông và đông nam địa hình ít bị chia cắt, thấp dần từ đỉnh núi ra biển
- Địa hình có độ cao dưới 300m: phân bố phía đông và nam và các khu vực ở phía bắc giáp biển, địa hình ít bị chia cắt, độ dốc dưới 200.
- Địa hình có độ cao từ 300-700m: phân bố phía tây và tây nam, địa hình bị chia cắt mạnh, hình thành các thung lũng và sườn vách dốc trên 200, cho đến 350.
- Địa hình có độ cao trên 700m: phân bố phần trung tâm, có nhiều đỉnh núi ở các độ cao khác nhau, bị ngăn cắt bởi các thung lũng, có độ dốc từ 200 đến 400.

Xa hơn về phía tây nam là đồng bằng nhỏ Phan Rang, bao bọc xung quanh bởi các khối núi cao. Cả khu vực Núi Chúa-Phan Rang gần như hình thành dạng địa hình lòng chảo, ngăn cách ở phía bắc, tây và nam là các khối núi có địa hình cao trên 500m cho đến trên 1000m. Ở hai đầu phía bắc và nam bị chặn lại bởi các khối núi ăn lan ra biển có cao độ trung bình 500-700m.

## Khí hậu, thủy văn

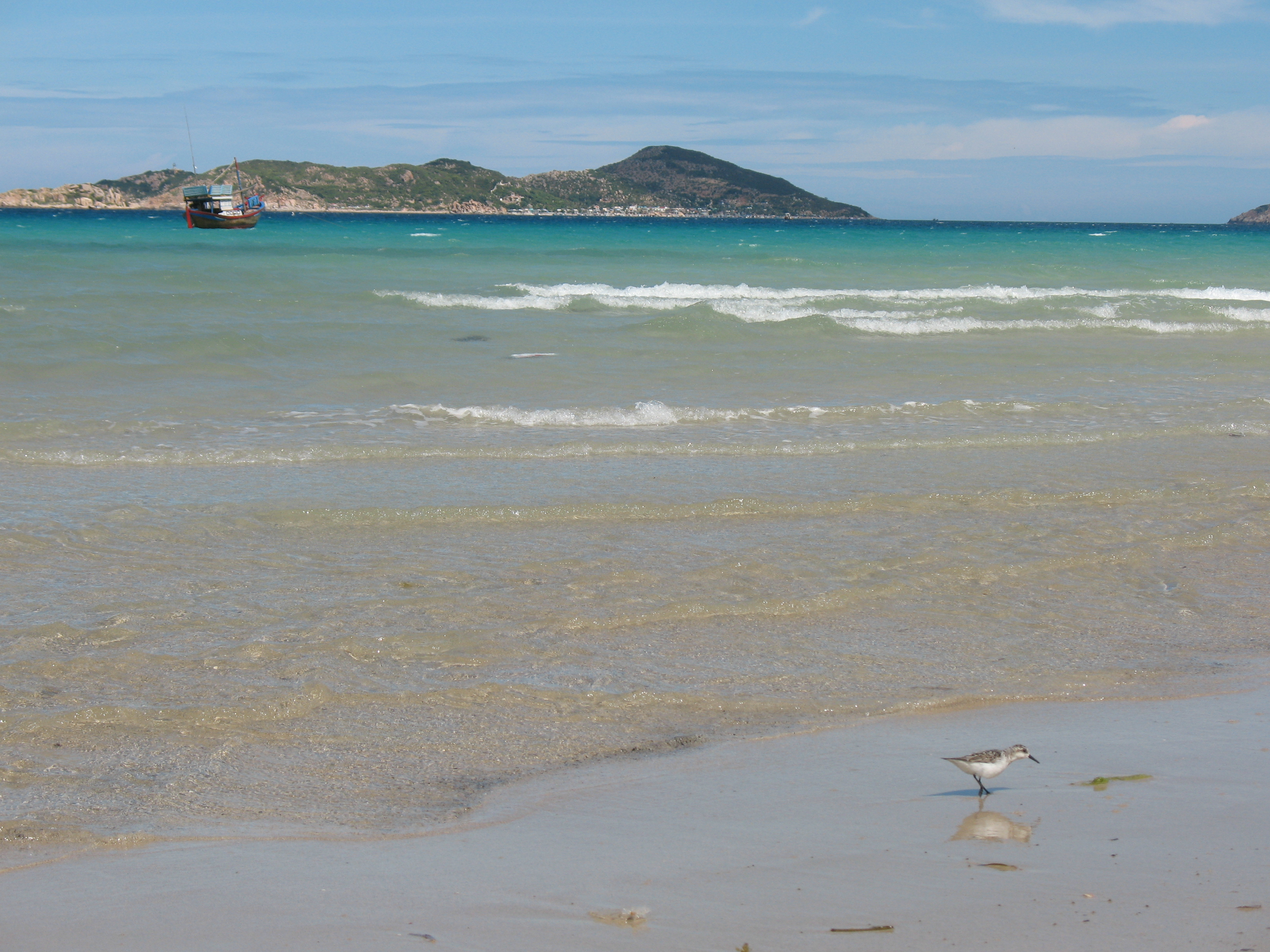
Vịnh Vĩnh Hy

Khu vực VQG Núi Chúa nằm lọt hoàn toàn trong khu vực khí hậu ven biển miền trung thuộc vùng khí hậu Nam Trung Bộ với đặc điểm là khô hạn cao trong toàn bộ chế độ mưa-ẩm, mà đặc điểm này liên quan đến vị trí bị che khuất của vùng này bởi các vòng cung núi bao bọc phía bắc, tây và nam với hai luồng gió mùa chính. Trong vùng khí hậu khô hạn này thì khu vực Phan Rang được coi là trung tâm khô hạn nhất nước, với lượng mưa trung bình nm dưới 700mm, có những năm dưới 500mm.
Mùa mưa ở khu vực này đến muộn so với các vùng khác và kết thúc cũng sớm hơn, bắt đầu khoảng tháng 9 - 10 và kết thúc khoảng tháng 12. Gió mùa Đông Bắc không ảnh hưởng nhiều đến khu vực nên không cung cấp thêm lượng ẩm vào mùa gió mùa đông bắc, còn gió mùa Tây Nam vào mùa mưa thì lại bị các khối địa hình cao hơn ở vị trí bên trong hứng gần hết lượng ẩm mà gió mùa tây nam mang lại và chỉ có tác dụng vào gần cuối mùa gió mùa Tây Nam. Do vị trí tiếp giáp như vậy lượng mưa tại khu vực Núi Chúa có thể đạt xấp xỉ 1000mm hoặc hơn so với trung tâm khô hạn Phan Rang-Mũi Dinh chỉ đạt 650-750mm/năm.
Chế độ nhiệt của khu vực mang những nét đặc trưng của chế độ nhiệt miền Nam, không có mùa đông lạnh, nhiệt độ trung bình năm xấp xỉ 260C, nhiệt độ tháng lạnh nhất không xuống thấp hơn 230C (cho địa hình thấp, đồng bằng) (Bảng 3.1), nền nhiệt độ các tháng trong năm khá ổn định theo kiểu chuyển tiếp khí hậu xích đạo – nhiệt đới. Các yếu tố cực trị về nhiệt có thể thấy qua các trị số cực tiểu như nhiệt độ tối thấp tuyệt đối có thể đạt 14-150C ở đồng bằng và giảm thêm theo độ cao.
Độ ẩm không khí liên quan đến chế độ nhiệt và mưa như trên nên độ ẩm trung bình chỉ khoảng 80%, trong các tháng mùa mưa thì cũng chỉ đạt khoảng 85%, trong các tháng mùa khô, độ ẩm tối thấp tuyệt đối có thể xuống dưới 20-25%.
Theo Luận chứng Khoa học của VQG Núi Chúa (4), tính toán các chỉ số nhiệt và mưa hàng tháng thì khu vực này có 9 tháng khô, 4 tháng hạn và 2 tháng kiệt và được xếp vào loại khô hạn nhất ở Việt Nam. Chỉ số khô hạn X = 9. 4. 2
Hệ thống dòng chảy – thủy văn: Với địa hình là một khối núi nhỏ độc lập như vậy nên hệ thống thủy văn sông suối trong khu vực này có đặc trưng là dòng chảy ngắn, nhỏ và lưu lượng thay đổi theo mùa, diện tích lưu vực cho từng dòng chảy không lớn.
Nhìn chung khu vực VQGNC không có suối lớn, chỉ có một số suối nhỏ, ngắn đến mùa khô gần như không có nước. Các suối có dòng chảy đáng kể như suối Nước ngọt, Suối Nước giếng, Suối Kiền Kiền, suối Đông Nha, suối Lồ ồ, suối Đá. Các suối trên đều bắt nguồn từ trên núi cao chảy ra Biển Đông.
- Suối Đồng Nha: bắt nguồn từ phía nam Núi Chúa chảy xuống đầm Nại, qua địa bàn các xã Phương Hải, Tri Hải và Nhơn hải, chiều dài = 11km, diện tích lưu vực =37 km, dòng chảy chuẩn qo = 0,193 ¬m3/giây.

- Suối Nước Ngọt 3: bắt nguồn từ núi Ông, núi Chúa Anh, diện tích lưu vực = 33,7 ha dòng chảy chuẩn qo = 0,115 m3/giây và lưu lượng wo = 5,52.106 m3.

- Suối Kiền Kiền: bắt nguồn từ Núi Chúa chảy về hướng tây thuộc địa bàn xã Lợi Hải. diện tích lưu vực = 22 km2, dòng chảy chuẩn qo = 0,115 m3/giây, lưu lượng wo = 3,63.106 m3.

- Suối Nước Ngọt 1: (bãi cấp) bắt nguồn từ phía bắc Núi Chúa chảy về hướng đông ra biển Bình Tiên ở bãi Cấp, diện tích lưu vực = 19,5 km, dòng chảy chuẩn q0 = 0,102 m3 /giây, w0 = 3,22.106m3.

Ngoài ra trong vùng đệm còn có một số sông suối nhỏ khác, có lưu lượng không đáng kể, về mùa khô hầu như khô kiệt không có nước.
Thủy văn: Do địa hình hiểm trở, độ dốc cao 10 – 25o nên đã hình thành hệ thống suối trong vùng với mật độ khe suối 0,7 km/km². Trong khu VQG có các suối với diện tích lưu vực nước lớn như: Suối Nước Ngọt, Suối Kiền Kiền, Suối Đông Nha.
Hầu hết các suối trên đều bắt nguồn từ các khu vực núi cao chảy ra Biển Đông. Ngoài ra, VQG Núi Chúa có khoảng hơn 40 km bờ biển trong đó có một số bãi cát và cồn cát nhỏ, và có một hồ nước nhỏ trên núi Đá Vách, ở gần biển khu vực Vĩnh Hy có nước ngọt tồn đọng quanh năm, là nơi có khá nhiều thực vật thân thảo, cây bụi và động vật: thú, lưỡng thê, bò sát sinh sống.
Thủy triều trong khu vực mang tính bán nhật triều không đều, trong ngày có hai lần triều lên và hai lần triều rút. Độ lớn của thủy triều trong kì nước cường khoảng 2 – 3,5m.
Sóng biển: Từ tháng 1 – 4: Hướng thịnh hành là Tây – Tây Nam, độ cao trung bình 1 – 1,1m, cực đại khoảng 2m; Từ tháng 10 – 12: Hướng thịnh hành là Đông Bắc, độ cao trung bình khoảng 1,2m, cực đại khoảng 2,5m. Nhiệt độ trung bình của nước biển trong các tháng trên 250C, Độ mặn trung bình của nước biển từ 31 – 33%.